# 中国致公党天津市委员会
中国致公党天津市委员会，简称致公党天津市委、天津致公党，是中国致公党在天津市的地方组织。